# Henry Oldenburg
Henry Oldenburg (Heinrich) (Bremen, c. 1619 – Londres, 5 setembre de 1677) fou un teòleg i filòsof alemany, que exercí com a corresponsal estranger després de la creació de la Royal Society, de Londres. Fou primer secretari d'aquesta important societat científica, i per això se li coneix pel nom en anglès, Henry. Fou un dels grans intel·lectuals europeus del segle xvii.

## Trajectòria
Estudià teologia a Bremen, on es llicencia al 1639. En la dècada següent fou professor a Anglaterra. El 1648 viatjà a diferents indrets fins a la seua tornada a Bremen.
Torna, però, a Londres el 1653, com a diplomàtic, i s'assenta definitivament a Anglaterra. El seu prestigi va nàixer pel suport del científic Robert Boyle, químic destacat. Tractà al llarg de la seua vida amb tota la intel·lectualitat anglesa del moment.
Fundada la Royal Society el 1660, hi treballà amb John Wilkins, i creà desenes de contactes amb tot Europa. Edità la revista de la Royal Society, les famoses Philosophical Transactions of the Royal Society, que encara es mantenen.
El detingueren breument com a espia al 1667, en el conflicte angloholandés. Va morir el 1677.

## Corresponsals

### Flandes
- René François Walter de Sluse[7]

### França
- Adrien Auzout, Henri Justel, Pierre Petit[8]

### Alemanya
- Johann Hevelius, Philipp Jacob Sachs von Lewenheimb, Johann Daniel Major, Martin Vogel[9] i Gottfried Leibniz[8]

### Itàlia
- Marcello Malpighi[8]

### Holanda
- Reinier de Graaf, Christiaan Huygens, Antoni van Leeuwenhoek, Willen Ten Rhijne, Benedictus/Baruch Spinoza, Peter Serrarius[10][8]